# Elección al Senado de los Estados Unidos en Arkansas de 2020
La Elección al Senado de los Estados Unidos en Arkansas de 2020 se llevaron a cabo el 3 de noviembre de 2020 para elegir a un miembro del Senado de los Estados Unidos para representar al estado de Arkansas, al mismo tiempo que las elecciones presidenciales de los Estados Unidos de 2020, así como otras elecciones al Senado los Estados Unidos, elecciones a la Cámara de Representantes de Estados Unidos y diversas elecciones estatales y locales.
El actual senador Republicano Tom Cotton ganó la reelección para un segundo mandato, derrotando al retador Libertario Ricky Dale Harrington Jr. Cotton superó al presidente Donald Trump en las elecciones presidenciales en un 4.1%. La elección vio una votación insuficiente de 26 000 en comparación con la elección presidencial. El resultado del 33.4% de Harrington es el mejor para un candidato libertario en una elección del Senado de los Estados Unidos en términos de porcentaje de votos, superando el récord anterior establecido cuatro años antes en Alaska.

## Elección general

### Predicciones
| Fuente                | Clasificación | As of                  |
| --------------------- | ------------- | ---------------------- |
| Cook Political Report | Sólido        | 29 de octubre de 2020  |
| Inside Elections      | Sólido        | 28 de octubre de 2020  |
| Sabato's Crystal Ball | Sólido        | 2 de noviembre de 2020 |
| 270toWin              | Sólido        | 2 de noviembre de 2020 |
| Político              | Sólido        | 2 de noviembre de 2020 |

### Encuestas
| Fuente de la encuesta                    | Fecha(s) de realización  | Tamaño de muestra | Margen de error | Tom Cotton (R) | Ricky Dale Harrington Jr. (L) | Otro Indecisos |
| ---------------------------------------- | ------------------------ | ----------------- | --------------- | -------------- | ----------------------------- | -------------- |
| University of Arkansas                   | 9-21 de octubre de 2020  | 591 (LV)          | ± 3.9%          | 75%            | 20%                           | 5%             |
| Hendrix College/Talk Business & Politics | 11-13 de octubre de 2020 | 647 (LV)          | ± 4.9%          | 63%            | 28%                           | 10%            |
| American Research Group (L)              | 7-9 de octubre de 2020   | 600 (LV)          | ± 4%            | 49%            | 38%                           | 13%            |

### Resultados
| Elección al Senado de los Estados Unidos en Arkansas de 2020 | Elección al Senado de los Estados Unidos en Arkansas de 2020 | Elección al Senado de los Estados Unidos en Arkansas de 2020 | Elección al Senado de los Estados Unidos en Arkansas de 2020 | Elección al Senado de los Estados Unidos en Arkansas de 2020 | Elección al Senado de los Estados Unidos en Arkansas de 2020 |
| Partido                                                      | Partido                                                      | Candidato/a                                                  | Votos                                                        | %                                                            |                                                              |
| ------------------------------------------------------------ | ------------------------------------------------------------ | ------------------------------------------------------------ | ------------------------------------------------------------ | ------------------------------------------------------------ | ------------------------------------------------------------ |
|                                                              | Republicano                                                  | Tom Cotton (titular)                                         | 793,871                                                      | 66.53%                                                       |                                                              |
|                                                              | Libertario                                                   | Ricky Dale Harrington Jr.                                    | 399,390                                                      | 33.47%                                                       |                                                              |
| Total                                                        | Total                                                        | Total                                                        | 1,193,261                                                    | 100.0%                                                       |                                                              |
| Margen de victoria                                           | Margen de victoria                                           | Margen de victoria                                           | 394,481                                                      | 33.06%                                                       |                                                              |
|                                                              | Control Republicano                                          |                                                              |                                                              |                                                              |                                                              |